# Santa Rosa (Arizona)
Santa Rosa statisztikai település az USA Arizona államában, Pima megyében. Lakosainak száma 474 fő (2020. április 1.).

## Népesség
A település népességének változása:
| Lakosok száma | 438  | 628  | 474  |
|               | 2000 | 2010 | 2020 |